# 大洋基礎
大洋基礎株式会社（たいようきそ、TAIYO FOUNDATION Co.,Ltd.）は、東京都中央区に本社を置く日本の場所打ち杭専門工事業者(サブコン)である。

## 概要
主な事業内容は場所打ち杭工事であり、ビル・マンション・病院・新幹線・高架鉄道・高速自動車道・その他建築・土木の各種基礎杭及び地盤改良工事全般を主たる業務としている。場所打ち杭業界大手4社（ジャパンパイル、丸五基礎工業、東洋テクノ）の一角として、スーパーゼネコンや準大手・中堅ゼネコン、官公庁、各種公団の物件の杭工事を数多く手がけている。自社の評定工法にnewACE工法（BCJ評定-FD0277-06）、Me-A工法（評定 CBL FP035-13号）、KCTB場所打ち鋼管コンクリート杭工法（BCJ評定-FD0356-07）などがある。

## 沿革
- 1934年 - 東洋コンプレッソル株式会社横浜出張所所長の大平又太郎が独立し、太洋組を設立。
- 1950年 - 東京太平組の福井安太郎が大阪太洋組から独立し、太洋基礎工業株式会社を設立。
- 1953年 - 大洋基礎株式会社に社名変更。
- 1956年 - コアードコンクリート杭工法の特許取得。
- 1963年 - バックドレーン工法の施工実施権を取得。
- 1979年 - 資本金2億5000万円に増資。
- 1984年 - WING工法（リバース工法の一種）、ACE工法（アースドリル工法の一種）を共同開発し、一般財団法人日本建築センターより評定を取得。
- 1988年 - NKTB杭、SKTB杭を共同開発し、評定を取得。
- 1990年 - KKTB杭を共同開発し、評定を取得。SENTANパイル工法の施工実施権を取得。
- 1996年 - 地盤改良工事に進出。
- 1999年 - 先端翼付き回転貫入鋼管杭「つばさ杭」工事に進出。
- 2006年 - 鋼管杭プレボーリング拡大根固め工法「SGE工法」工事に進出。
- 2007年 - ジャパンパイル、東洋テクノ、日特建設と「newACE工法」を共同開発し、一般財団法人日本建築センターより評定を取得。静締固め工法「SDP工法」の施工実施権を取得。
- 2009年 - 丸五基礎工業、東洋テクノ、日特建設、ジャパンパイル、ジオダイナミック、菱建基礎、大興物産とともに発足させた耐震杭協会で「KCTB場所打ち鋼管コンクリート杭」を共同開発し、一般財団法人日本建築センターより評定を取得。鋼管杭先端拡大根固め工法「SuperKING工法」工事に進出。
- 2014年 - 熊谷組、ジャパンパイル、大豊建設、東急建設、東洋テクノ、戸田建設、西松建設、三井住友建設の8社と中間および先端に拡径部を有する場所打ちコンクリート杭「Me-A（Multi enlarged nodes-ACE pile）工法」を共同開発し、一般財団法人ベターリビングより評定を取得。
- 2018年 - 本社を東京都中央区日本橋小舟町3番3号へ移転。

## 主な杭施工実績
- 東北・北陸
  - 秋田県本荘地方合同庁舎
  - 名取市立ゆりが丘小学校
  - 仙台空港新管制塔
  - 山形勤労者総合福祉センター
  - 新潟市民病院
  - 新潟市民芸術文化会館
  - NEXT21
  - 新潟スタジアム
  - 石川県庁舎

- 関東・中部
  - 群馬県立近代美術館
  - 山王病院
  - 六本木ヒルズアークヒルズタワー・劇場棟・住宅棟
  - ヨドバシAkiba
  - 東京労災病院
  - プロロジスパーク成田3
  - スカパー東京メディアセンター
  - 諏訪赤十字病院
  - まつもと市民芸術館

- 関西
  - ヨドバシ梅田
  - 大阪府立国際会議場
  - 大阪中之島合同庁舎
  - りんくうゲートタワービル
  - 大阪市環境局舞洲工場
  - 毎日放送本社新館
  - NTT西日本京阪奈ビル
  - 堺市立総合医療センター
  - 八尾市立病院
  - 赤穂市民病院

- 中国・四国・九州
  - 島根県立美術館
  - 岡山県倉敷スポーツ公園野球場
  - 北九州市立いのちのたび博物館
  - 福岡ドーム
  - 福岡タワー
  - 福岡国際会議場
  - アクロス福岡
  - マリンメッセ福岡
  - 福岡空港国際線旅客ターミナルビル
  - 福岡県済生会福岡総合病院
  - JR九州ハウステンボスホテル
  - 鹿児島県庁舎
  - 種子島宇宙センター

## 事業所
- 本社 - 〒103-0024 東京都中央区日本橋小舟町3番3号
  - 地盤改良部 - 〒103-0024 東京都中央区日本橋小舟町3番3号

### 支店
- 東京支店 - 〒103-0016 東京都中央区日本橋小網町19番7号
- 大阪支店 - 〒541-0053 大阪市中央区本町4丁目4番10号
- 福岡支店 - 〒810-0802 福岡市博多区中洲中島町2番3号
- 名古屋支店 - 〒450-0002 名古屋市中村区名駅4丁目2番12号
- 仙台支店 - 〒980-0023 仙台市青葉区北目町2番39号
- 新潟支店 - 〒950-0916 新潟市中央区米山4丁目1番31号
- 広島営業所 - 〒730-0013 広島市中区八丁堀2番4号

### 機材センター
- 東京機材センター - 〒270-1403 千葉県白井市河原子字大割240-21
- 新潟機材センター - 〒950-3304 新潟市北区木崎字浦潟1038-1
- 大阪機材センター - 〒614-8161 京都府八幡市上奈良宮ノ東23-1
- 福岡機材センター - 〒811-0117 福岡県糟屋郡新宮町大字上府字馬場568-1